# Färberdisteln
Die Färberdisteln (Carthamus) sind eine Pflanzengattung innerhalb der Familie der Korbblütler (Asteraceae). Das natürliche Verbreitungsgebiet der 14 bis 55 Arten der Gattung Carthamus reicht in der Alten Welt vom Mittelmeerraum bis nach Zentralasien.

## Beschreibung

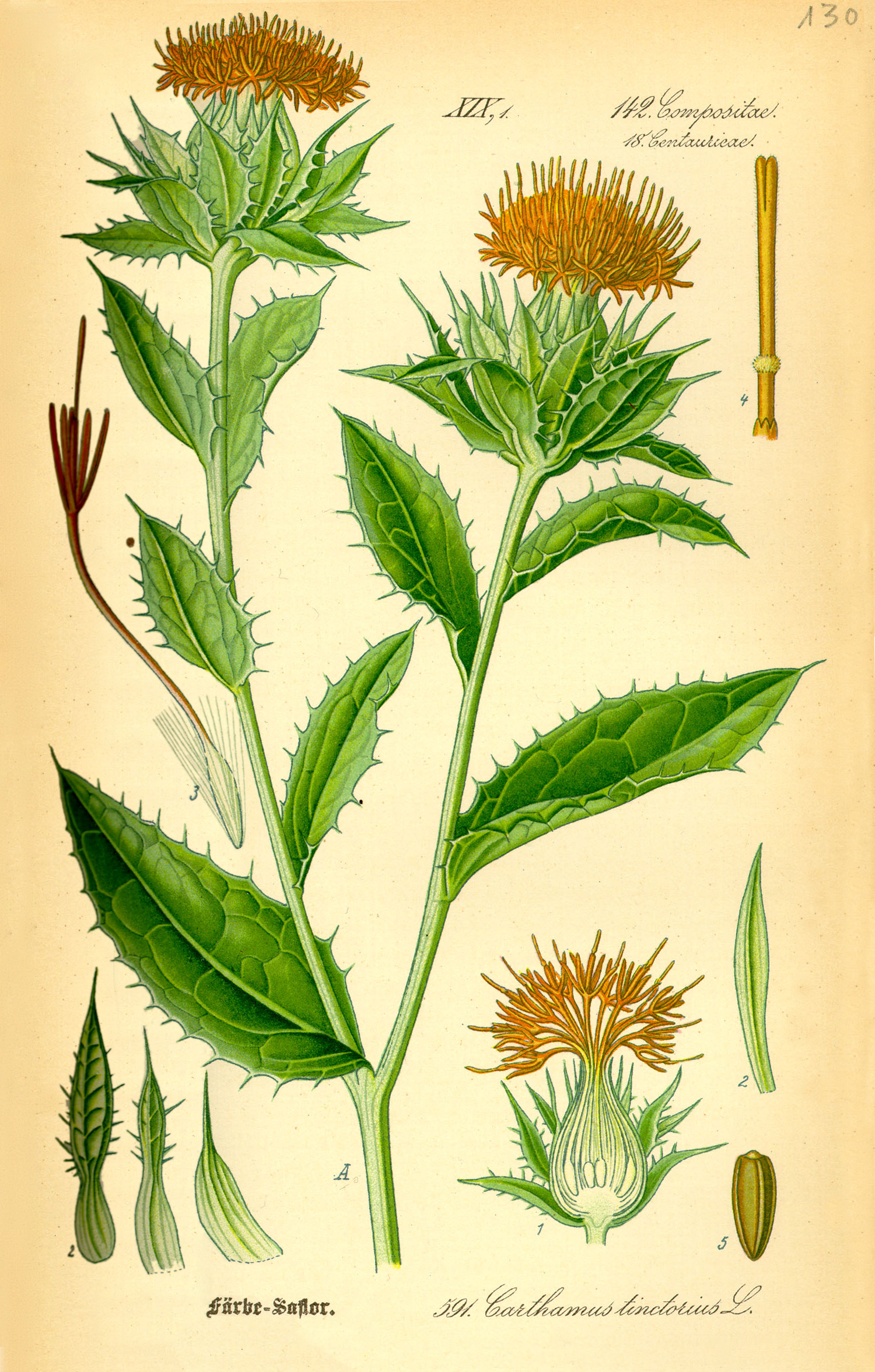
Illustration der Färberdistel (Carthamus tinctorius)

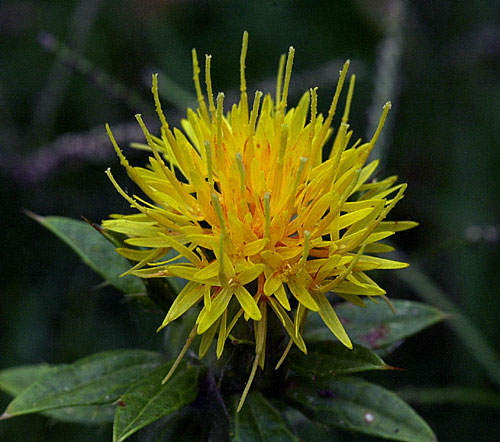
Blütenkorb der Färberdistel (Carthamus tinctorius)

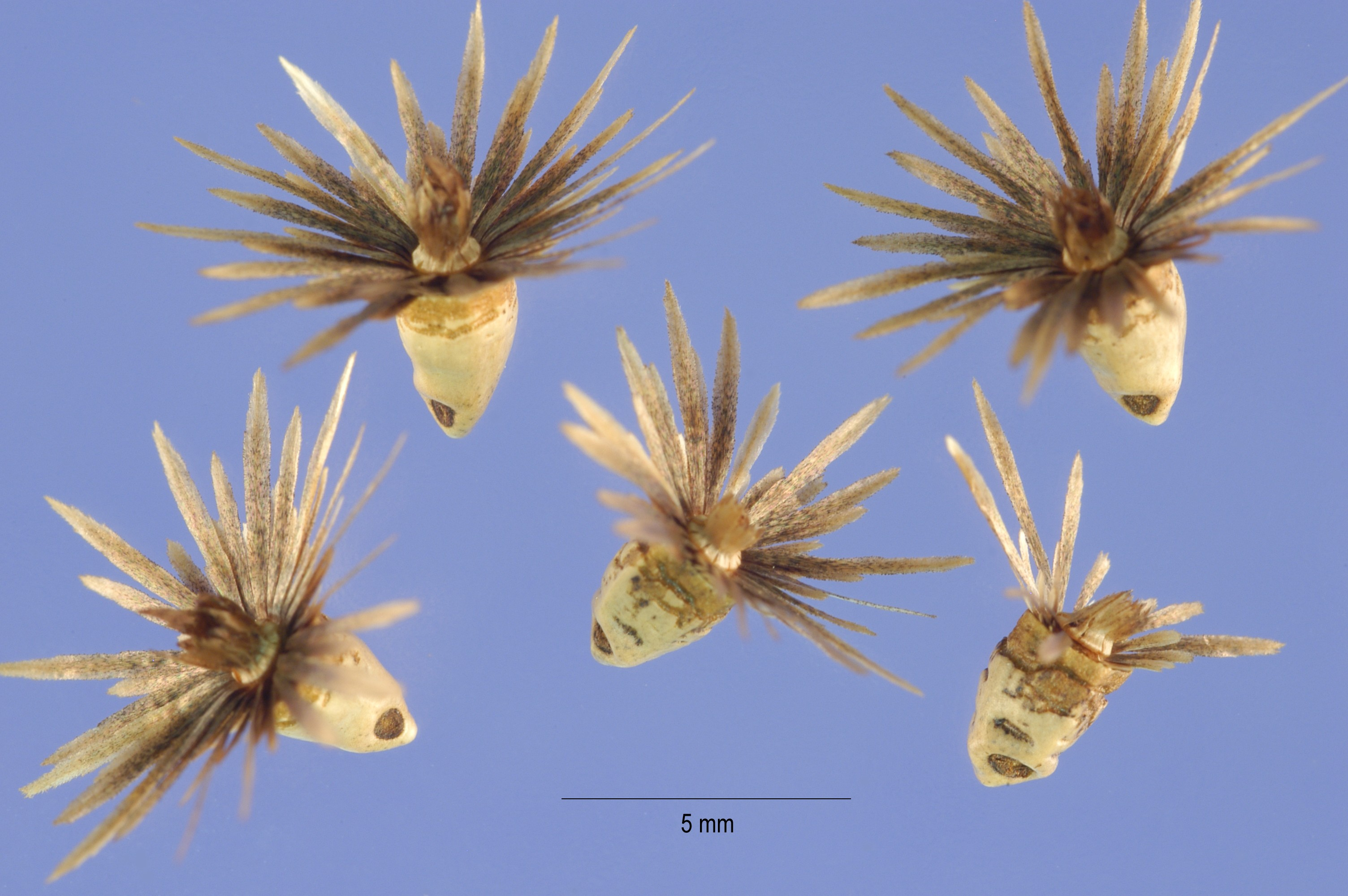
Achänen von Carthamus leucocaulos

### Vegetative Merkmale
Die Färberdistel-Arten sind aufrecht wachsende, distelartige, einjährige oder ausdauernde krautige Pflanzen, die Wuchshöhen von 30 bis 180 Zentimetern erreichen. Ihre dornigen, länglichen Laubblätter können kahl oder behaart sein.

### Generative Merkmale
Die körbchenförmigen Blütenstände enthalten 15 bis über 60 gelbe, rote bis purpurfarbene Röhrenblüten. Sie bilden Achänen.

## Systematik und Verbreitung

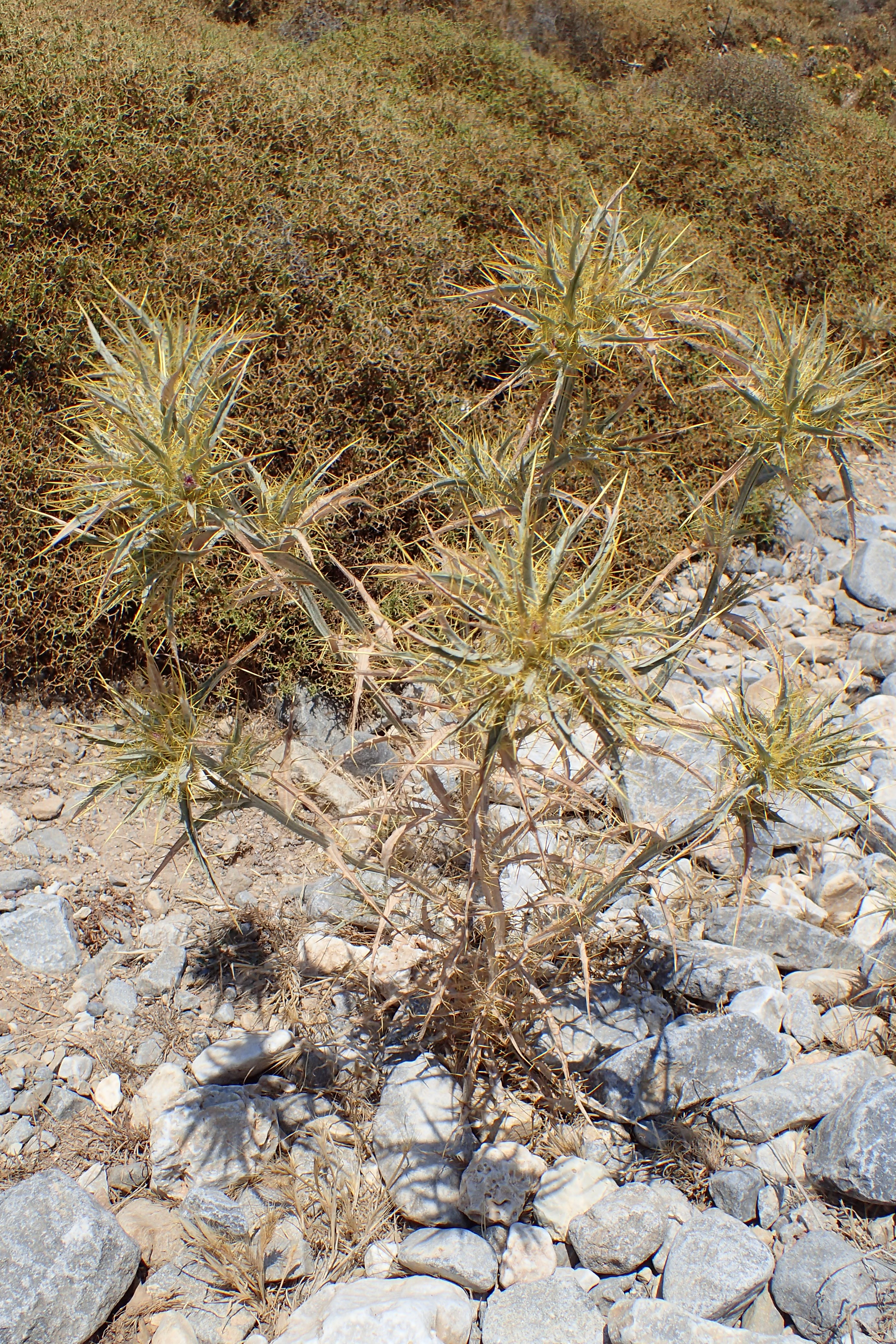
Carthamus dentatus subsp. ruber

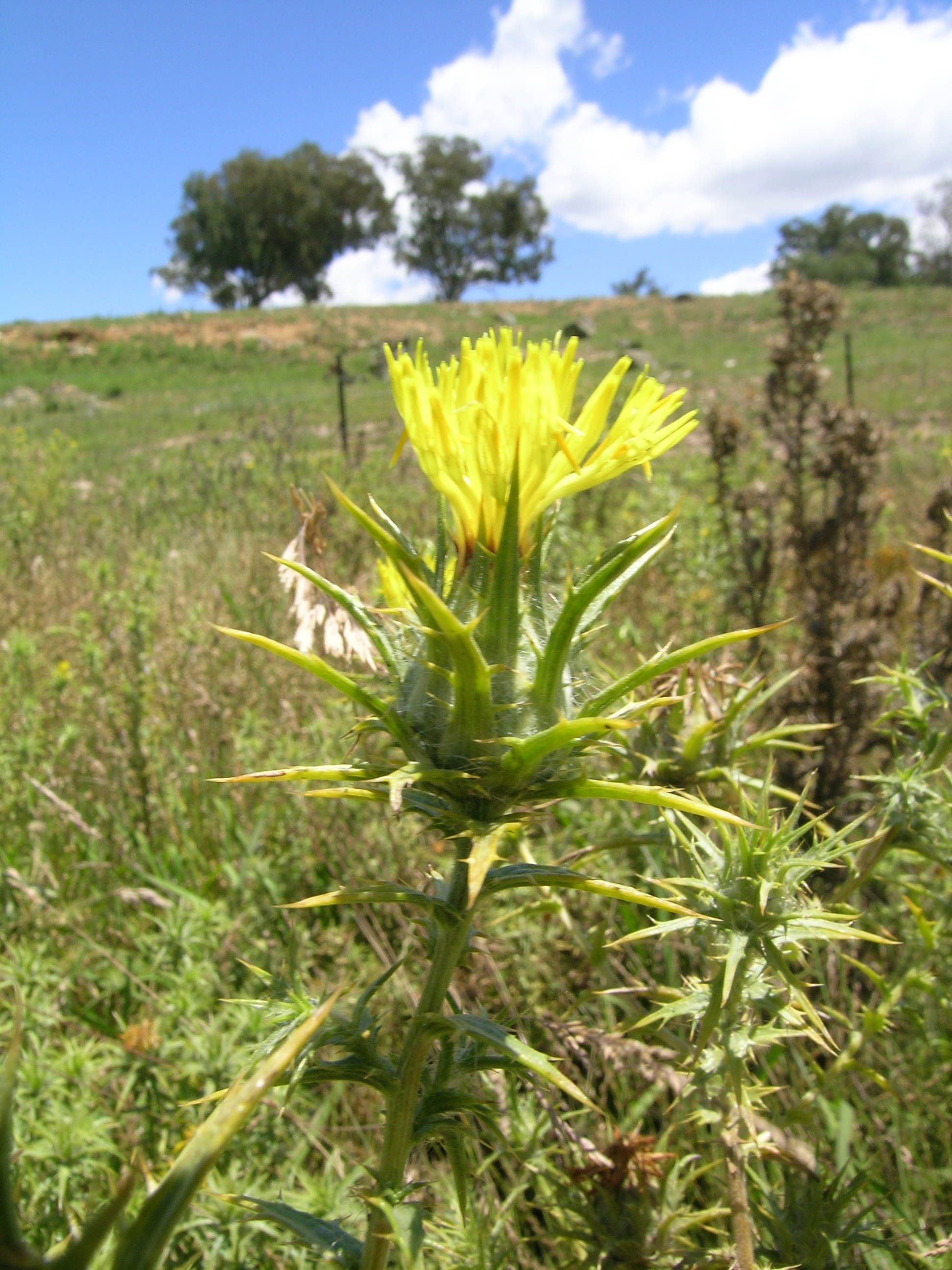
Wollige Färberdistel (Carthamus lanatus)

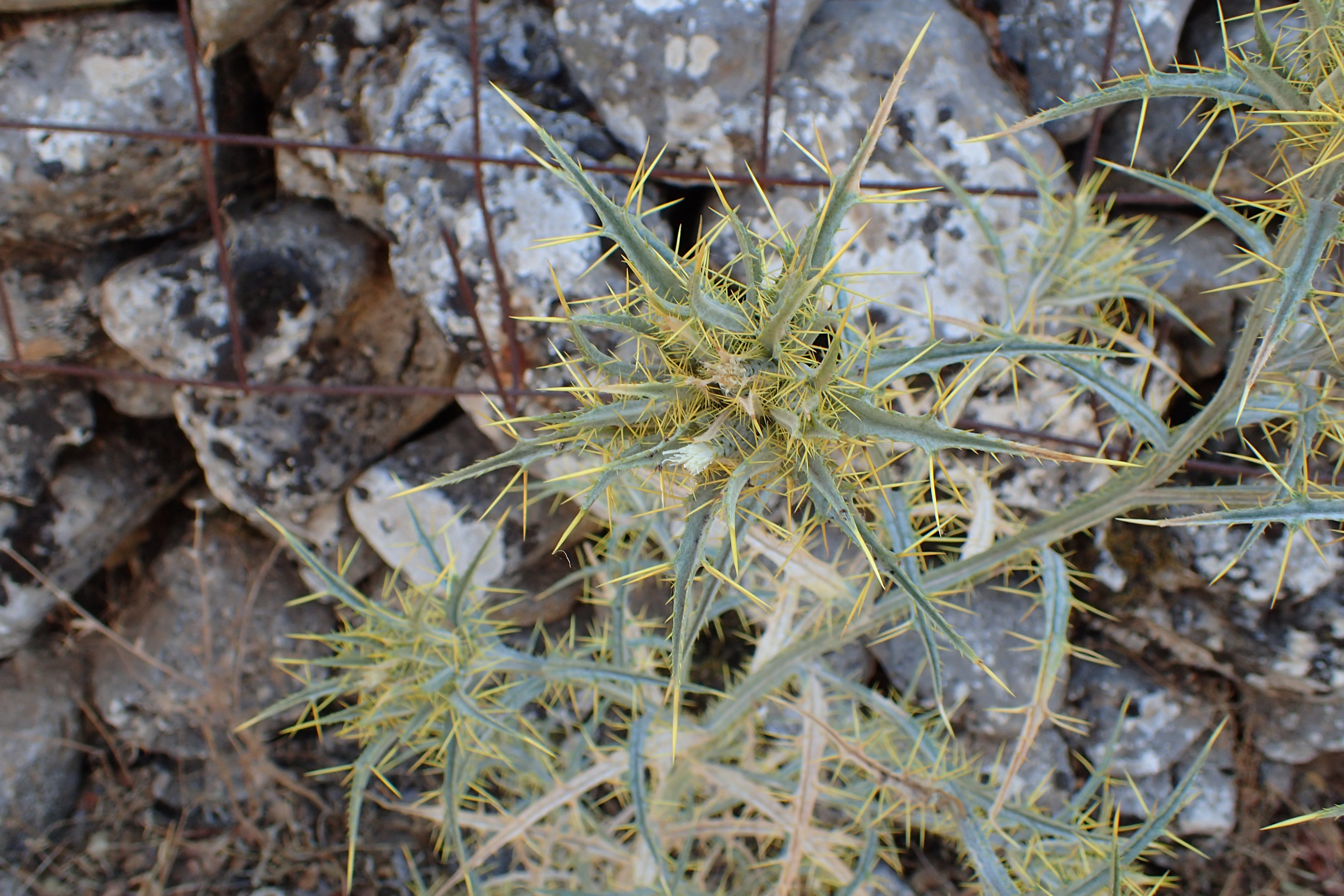
Carthamus leucocaulos

Die Gattung Carthamus (lateinisch; ursprünglich nur den Saflor bezeichnend) wurde 1753 durch Carl von Linné in Species Plantarum, Tomus II, Seite 830 aufgestellt. Ein Synonyme für Carthamus L. sind: Carduncellus Adans., Femeniasia Susanna, Phonus Hill.
Die Gattung Carthamus gehört zur Subtribus Centaureinae aus der Tribus Cardueae in der Unterfamilie Carduoideae  innerhalb der Familie Asteraceae. Die Gattung Carthamus wird bei manchen Autoren in Sektionen gegliedert.
Der Umfang der Gattung Carthamus wird kontrovers diskutiert. Im alten Umfang der Gattung Carthamus s. str. beispielsweise nach Hanelt 1963 waren nur 14 Arten enthalten. Nach molekular-phylogenetischen Untersuchungen wurde der Umfang dieser Gattung wesentlich erweitert. Nach Vilatersana et al. 2000 enthält die Gattung Carthamus s. l. etwa 55 Arten, beispielsweise inklusive der Arten der Gattung Carduncellus Adans. Dem folgten Autoren wie Greuter 2003, Mabberley 2008, Tison & de Foucault 2014. Bei beispielsweise López González 2012 und 2014 ist der Umfang etwas enger.
Die Gattung Carthamus s. l. ist in der Alten Welt verbreitet, hauptsächlich im Mittelmeerraum, aber auch bis Zentralasien reichend.
In der Gattung Carthamus s. str. gibt etwa 14 (13 bis 17) Arten, aber in der Gattung Carthamus s. l. gibt es je nach Autor 45 bis 55 Arten:
- Carthamus arborescens L.: Sie kommt in Marokko, Algerien, Gibraltar und im südlichen Spanien vor.[1]
- Carthamus atractyloides (Pomel) Greuter: Sie kommt in Marokko und in Algerien vor.[1]
- Carthamus balearicus (J.J.Rodr.) Greuter: Dieser Endemit kommt nur auf Menorca vor.[1]
- Carthamus boissieri Halácsy: Sie kommt in Griechenland, auf Kreta, Zypern und auf Inseln in der Ägäis vor.[1]
- Blaue Färberdistel[13] (Carthamus caeruleus L.): Sie kommt von Westeuropa bis zum Mittelmeerraum und in Makaronesien vor.[1]
- Carthamus calvus Batt.: Sie kommt in Marokko, Algerien und Tunesien vor.[1]
- Carthamus carduncellus L.: Sie kommt in Spanien sowie Frankreich vor und ist in Italien ausgestorben.[1]
- Carthamus carthamoides Batt.: Sie kommt in Marokko und Algerien vor.[1]
- Carthamus catrouxii (Emb. ex Maire) Greuter: Sie kommt nur in Marokko vor.[1]
- Carthamus cespitosus (Batt.) Greuter: Sie kommt in Marokko und Algerien vor.[1]
- Carthamus chouletteanus (Pomel) Greuter: Sie kommt nur in Algerien vor.[1]
- Kreta-Färberdistel[13] (Carthamus creticus L.): Sie kommt in Nordafrika, in Spanien, Portugal, in Großbritannien, auf Sizilien, im früheren Jugoslawien, in Griechenland, auf Kreta, auf Inseln in der Ägäis, auf Zypern und in der Türkei vor.[1]
- Carthamus curdicus Hanelt: Sie kommt von der östlichen Türkei bis zum nördlichen Irak vor.[1]
- Gezähnte Färberdistel[13] (Carthamus dentatus Vahl): Sie kommt von der Balkanhalbinsel bis zum nordwestlichen Irak vor.[1]
- Carthamus dianius (Webb) Sch.Bip.: Sie kommt im östlichen Spanien, auf Ibiza und Formentera vor.[1]
- Carthamus duvauxii (Batt. & Trab.) Prain: Sie kommt in der nordwestlichen Sahara von Marokko und Algerien vor.[1]
- Carthamus eriocephalus (Boiss.) Greuter: Sie kommt in Nordafrika und auf der Arabischen Halbinsel vor.[1]
- Carthamus fruticosus Maire: Sie kommt nur in Marokko vor.[1]
- Carthamus glaucus M.Bieb.: Sie kommt in Libyen, in der Ukraine, in der Türkei und im Iran vor.[1]
- Carthamus gypsicola Iljin: Sie kommt von Transkaukasien bis Zentralasien vor.[1]
- Carthamus helenioides Desf.: Sie kommt in Marokko und in Algerien vor.[1]
- Carthamus hispanicus (Boiss. ex DC.) Sch.Bip.: Sie kommt in Spanien vor.[1]
- Carthamus ilicifolius (Pomel) Greuter: Sie kommt nur in Algerien vor.[1]
- Wollige Färberdistel (Carthamus lanatus L.): Sie ist in Makaronesien und von Europa über den Mittelmeerraum bis zum Iran verbreitet. In Australien ist sie ein Neophyt.[1]
- Carthamus leucocaulos Sm.: Sie kommt in Griechenland, auf Kreta und auf Inseln der östlichen Ägäis vor.[1]
- Carthamus lucens (Ball) Greuter: Sie kommt nur in Marokko vor.[1]
- Carthamus mareoticus Delile: Sie kommt in Libyen und Ägypten vor.[1]
- Carthamus matritensis (Pau) Greuter: Dieser Endemit kommt nur im zentralen Spanien vor.[1]
- Carthamus mitissimus L.: Sie kommt in Frankreich und im nordöstlichen Spanien vor.[1]
- Carthamus multifidus Desf.: Sie kommt in Marokko, Algerien und in Tunesien vor.[1]
- Carthamus nitidus Boiss.: Sie kommt im Gebiet von Syrien und Libanon, von Israel und Jordanien, in Saudi-Arabien, im Sudan und in Somalia vor.[1]
- Carthamus oxyacantha M.Bieb.: Sie ist vom Kaukasusraum über das Gebiet von Syrien sowie Libanon und von Saudi-Arabien bis Indien und Zentralasien verbreitet.[1]
- Carthamus pectinatus Desf.: Sie kommt in Marokko, Algerien und Tunesien vor.[1]
- Carthamus persicus Desf. ex Willd.: Sie kommt von der Türkei und der Sinaihalbinsel bis zum Iran vor.[1]
- Carthamus pinnatus Desf.: Sie kommt in Marokko, Algerien, Tunesien, Libyen, Frankreich und auf Sizilien vor.[1]
- Carthamus plumosus (Pomel) Greuter: Sie kommt in Algerien und Tunesien vor.[1]
- Carthamus pomelianus (Batt.) Prain: Sie kommt in Marokko und Algerien vor.[1]
- Carthamus reboudianus (Batt.) Prain: Sie kommt in Marokko, Algerien und Mauretanien vor.[1]
- Carthamus rechingeri P.H.Davis: Dieser Endemit kommt nur auf Karpathos vor.[1]
- Carthamus rhaponticoides (Pomel) Greuter: Sie kommt in Marokko und Algerien vor.[1]
- Carthamus rhiphaeus Font Quer & Pau: Sie kommt nur in Marokko vor.[1]
- Carthamus strictus Batt.: Sie kommt nur in Algerien vor.[1]
- Carthamus tamamschjanae Gabrieljan:[1] Sie kommt nur im südlichen Transkaukasien vor.[1]
- Carthamus tenuis (Boiss. & Blanche) Bornm. (Syn.: Kentrophyllum tenue Boiss. & Blanche): Sie kommt im Libanon und in der Türkei vor.[2]
- Färberdistel oder Saflordistel (Carthamus tinctorius L.):[1] Ihre ursprüngliche Heimat ist vermutlich Westasien und sie wird in vielen Gebieten der Welt kultiviert. Sie kommt weltweit eingebürgert vor.[2]
- Carthamus turkestanicus Popov (Syn.: Carthamus lanatus subsp. turkestanicus (Popov) Hanelt): Sie ist in der Türkei, im Iran, in Armenien und im pakistanischen Teil Kaschmirs verbreitet.[2]

Es gibt Naturhybriden:
- Carthamus ×battandieri Faure & Maire: Sie kommt in Algerien vor.[1]
- Carthamus ×faurei Maire: Sie kommt in Algerien vor.[1]

## Nutzung
In der Gattung Carthamus sind nur wenige Arten ökonomisch von Bedeutung: Nur Färberdistel oder Saflordistel (Carthamus tinctorius) wird im größeren Umfang angebaut, um die Achänen zu ernten und daraus Öl zu gewinnen.
Carthamus lanatus und wenige verwandte Arten werden fast weltweit als bekämpfungswürdige „Unkräuter“ betrachtet.

## Historische Literatur
- A. Ashri, P. F. Knowles: Further notes on Carthamus in California. In: Leafl. W. Bot., Volume 9, 1959, S. 5–8.
- A. Ashri, P. F. Knowles: Cytogenetics of safflower (Carthamus L.) species and their hybrids. Agron. J., Volume 52, 1960, S. 11–17.
- M. O. Khidir, P. F. Knowles: Cytogenetic studies of Carthamus species (Compositae) with 32 pairs of chromosomes. I. Intrasectional hybridization. In: Amer. J. Bot., Volume 57, 1970, S. 123–129.
- M. O. Khidir, P. F. Knowles: Cytogenetic studies of Carthamus species (Compositae) with 32 pairs of chromosomes. II. Intersectional hybridization. In: Canad. J. Genet. Cytol., Volume 12, 1970, S. 90–99.
- G. López González: Acerca de la clasificación natural del género Carthamus L. s.l. In: Anales Jard. Bot. Madrid, Volume 47, 1990, S. 11–34. online.

- Karte mit allen verlinkten Seiten:
- OSM |
- WikiMap